# La Ciapa Rusa
La Ciapa Rusa è stato  un gruppo piemontese di musica tradizionale italiana. Deve il suo nome (la pezza rossa) al soprannome con cui era un tempo conosciuta una famiglia di cantori tradizionali di Bozzole, in provincia di Alessandria.

## Storia
Il gruppo si forma nel 1977 per iniziativa di Maurizio Martinotti e Beppe Greppi con l'intento di raccogliere registrazioni e filmati degli anziani cantori e suonatori, documentando il patrimonio musicale di tradizione contadina sopravvissuto allo sgretolarsi della società rurale. Fase importante della loro ricerca è stata la raccolta e lo studio dei balli antichi: monferrine, alessandrine, curente, perigurdini, gighe, piane, sestrine, dell'area detta delle Quattro Province.
Ha effettuato tournée in Francia, Belgio, Germania, Paesi Bassi, Danimarca, Svizzera, Inghilterra, Austria, Spagna, Portogallo, Finlandia, Stati Uniti, Canada.
Il gruppo si è sciolto nel 1997. Alcuni suoi membri hanno poi fondato i Tendachënt.

## Formazione
A sei anni dallo scioglimento La Ciapa Rusa si è incontrata per un unico  concerto, che ha ripercorso la sua storia attraverso i brani più significativi del repertorio, si è tenuto il 12 luglio 2003 a Casale Monferrato, in occasione della ventesima edizione della rassegna Folkermesse con la seguente formazione:
- Donata Pinti: canto
- Betti Zambruno: canto
- Maurizio Martinotti: canto, ghironda, mandoloncello, rava, scacciapensieri
- Beppe Greppi: canto, organetto
- Maurizio Padovan: violino, canto
- Gerardo Cardinale: flauti dolci
- Lorenzo Boioli: piffero, ocarina, rava, percussioni
- Marco Cimino: tastiere
- Patrick Novara: piva, oboe, bombarda, clarinetto
- Devis Longo: tastiere, sax soprano, canto
- Bruno Raiteri: violino, tastiere, canto
- Sergio Caputo: violino, canto
- Enrico Negro: chitarra acustica
- Gerardo Savone: basso
- Luciano Alì: batteria.

## Discografia
- 1982 - Ten da chent l`archet che la sunada l`è longa (Madau Dischi, D08) -Premio della critica discografica italiana
- 1984 - Stranot d`amur (Madau Dischi, D014)
- 1985 - O senti' che bel cantà (Robi Droli, RD001)
- 1987 - Faruaji (Robi Droli, RD004)
- 1990 - Antologia (Robi Droli, RDC0016)
- 1992 - Retanavota (Newtone, NT6708)
- 1994 - Aji e Safràn (Newtone, 6729)
- 2003 - Diario di bordo (FolkClub Etnosuoni)